# Vaccin împotriva encefalitei transmise de căpușe
Vaccinul împotriva encefalitei transmise de căpușe este un vaccin pentru prevenirea encefalitei transmise de căpușe (TBE). Boala este cel mai des întâlnită în Europa Centrală și de Est, precum și în nordul Asiei. Peste 87% dintre persoanele care beneficiază de vaccin dezvoltă imunitate. Nu este eficient ca acesta să fie administrat după înțepătura căpușei. Se administrează prin injecție intramusculară⁠(d).
Organizația Mondială a Sănătății (OMS) recomandă imunizarea populației în zonele unde boala este comună. Pe de altă parte, vaccinul este recomandat celor care sunt expuși la un risc ridicat de contactare a bolii. Sunt recomandate trei doze, urmate de doze suplimentare, la fiecare trei sau cinci ani. Vaccinurile pot fi administrate persoanelor cu vârsta de peste 1-3 ani, în funcție de formulă.
Efecte secundare grave au fost înregistrate extrem de rar. Printre efectele secundare minore se numără febra, roșeața și durerea în zona injecției. Formulele mai vechi au fost asociate mai des cu efectele secundare. Se pare că vaccinul este sigur în timpul sarcinii.
Primul vaccin împotriva TBA a fost elaborat în 1937. Acesta se află pe lista medicamentelor esențiale a Organizației Mondiale a Sănătății a cele mai importante medicamente necesare într-un sistem de sănătate de bază. Vaccinul nu este disponibil în Statele Unite ale Americii.